# Katolička upravna podjela Republike Hrvatske
██ Splitsko-makarska nadbiskupija
██ Dubrovačka biskupija
██ Hvarska biskupija
██ Kotorska biskupija 
██ Šibenska biskupija
██ Zagrebačka nadbiskupija
██ Bjelovarsko-križevačka biskupija
██ Sisačka biskupija 
██ Varaždinska biskupija
██ Riječka nadbiskupija
██ Gospićko-senjska biskupija
██ Krčka biskupija
██ Porečka i Pulska biskupija
██ Đakovačko-osječka nadbiskupija
██ Požeška biskupija
██ Srijemska biskupija
██ Zadarska nadbiskupija
Katolička Crkva u Hrvatskoj prostorno je podijeljena u 5 nadbiskupija i 17 biskupija koje tvore četiri metropolije: Zagrebačku, Splitsko-makarsku, Đakovačko-osječku i Riječku te samostalnu Zadarsku nadbiskupiju i Vojni ordinarijat koji su izravno podvrgnuti Svetoj Stolici.

### Zagrebačka metropolija
- Zagrebačka nadbiskupija
- Varaždinska biskupija
- Sisačka biskupija
- Bjelovarsko-križevačka biskupija
- Križevačka biskupija - grkokatolička

### Riječka metropolija
- Riječka nadbiskupija
- Krčka biskupija
- Gospićko-senjska biskupija
- Porečka i Pulska biskupija

### Splitsko-makarska metropolija
- Splitsko-makarska nadbiskupija
- Dubrovačka biskupija
- Hvarska biskupija
- Šibenska biskupija

Napomena: kao sufraganska biskupija dodijeljena je i Kotorska biskupija u Crnoj Gori

### Đakovačko-osječka metropolija
- Đakovačko-osječka nadbiskupija
- Požeška biskupija

Napomena: kao sufraganska biskupija dodijeljena je i Srijemska biskupija u Srbiji

### Samostalna nadbiskupija i Vojni ordinarijat
- Zadarska nadbiskupija - samostalna nadbiskupija izravno podvrgnuta Svetoj Stolici
- Vojni ordinarijat - izravno podvrgnut Svetoj Stolici

## Povijesne biskupije
Biskupije koje su dijelom ili cijelim svojim teritorijem se nalazile na području današnje Republike Hrvatske:

- Biogradska biskupija
- Kninska biskupija
- Korčulanska biskupija
- Krbavsko-modruška biskupija
- Makarska biskupija
- Marčanska biskupija
- Ninska biskupija
- Novigradska biskupija
- Osorska biskupija
- Otočačka biskupija
- Pićanska biskupija
- Porečka biskupija
- Pulska biskupija
- Rapska biskupija
- Salonitanska nadbiskupija
- Senjska biskupija
- Senjsko-modruška biskupija
- Skradinska biskupija
- Stonska biskupija
- Trogirska biskupija
- Zagrebačka biskupija

## Nekadašnje biskupije, danas naslovna biskupska sjedišta
- Biogradska biskupija
- biskupija Cibalae (vinkovačka)
- biskupija Epidaurum (cavtatska)
- Kninska biskupija
- Korčulanska biskupija
- Krbavska biskupija
- Modruška biskupija
- Naronska biskupija
- Ninska biskupija
- Novigradska biskupija
- Osorska biskupija
- Otočačka biskupija
- Pićanska biskupija
- Rapska biskupija
- Skradinska biskupija
- Stonska biskupija
- Trogirska biskupija